# Großklein

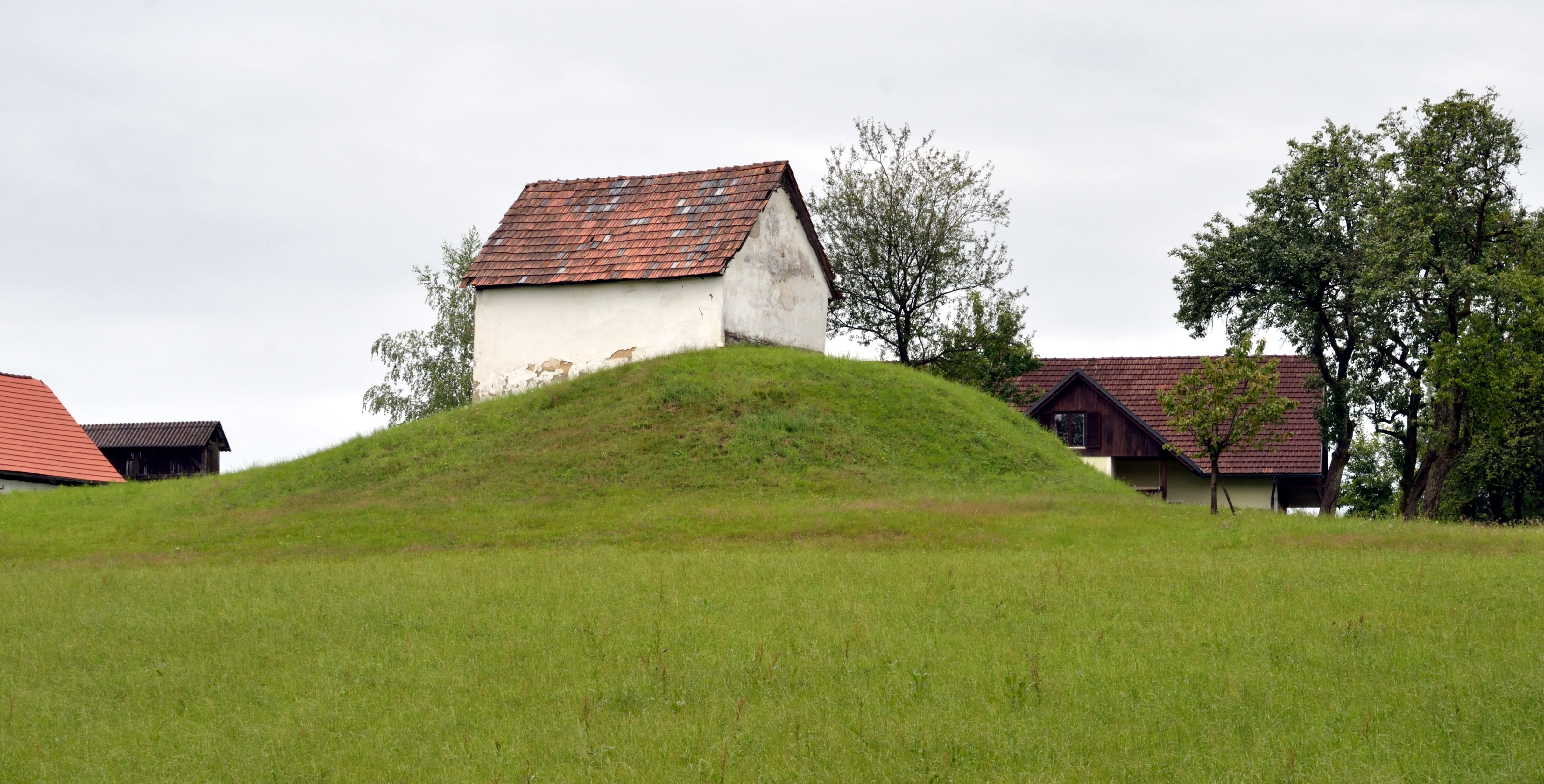
Tumulus Tschoneggerkogel in Großklein

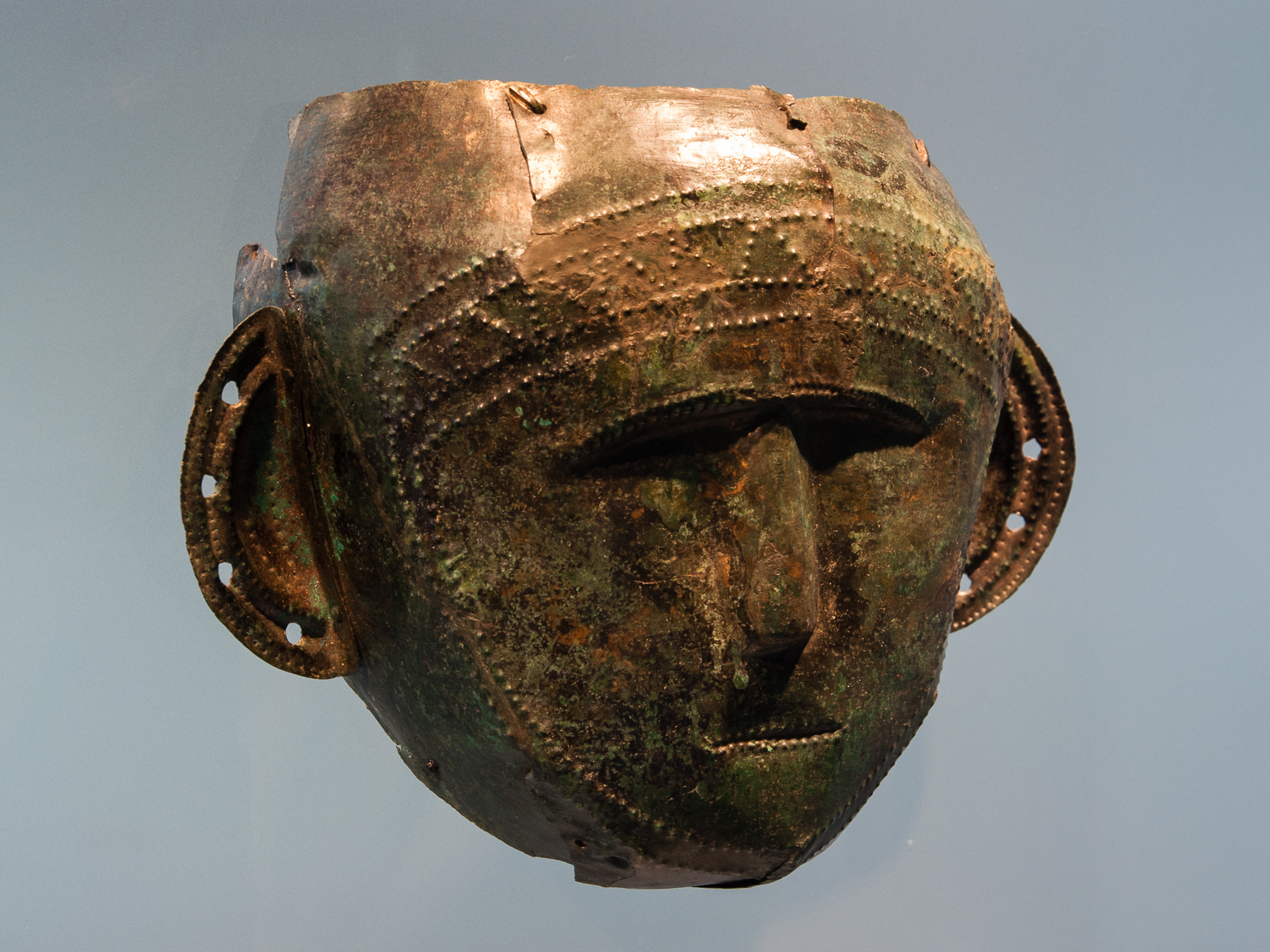
Bronzemaske aus Kleinklein, Hallstattzeit

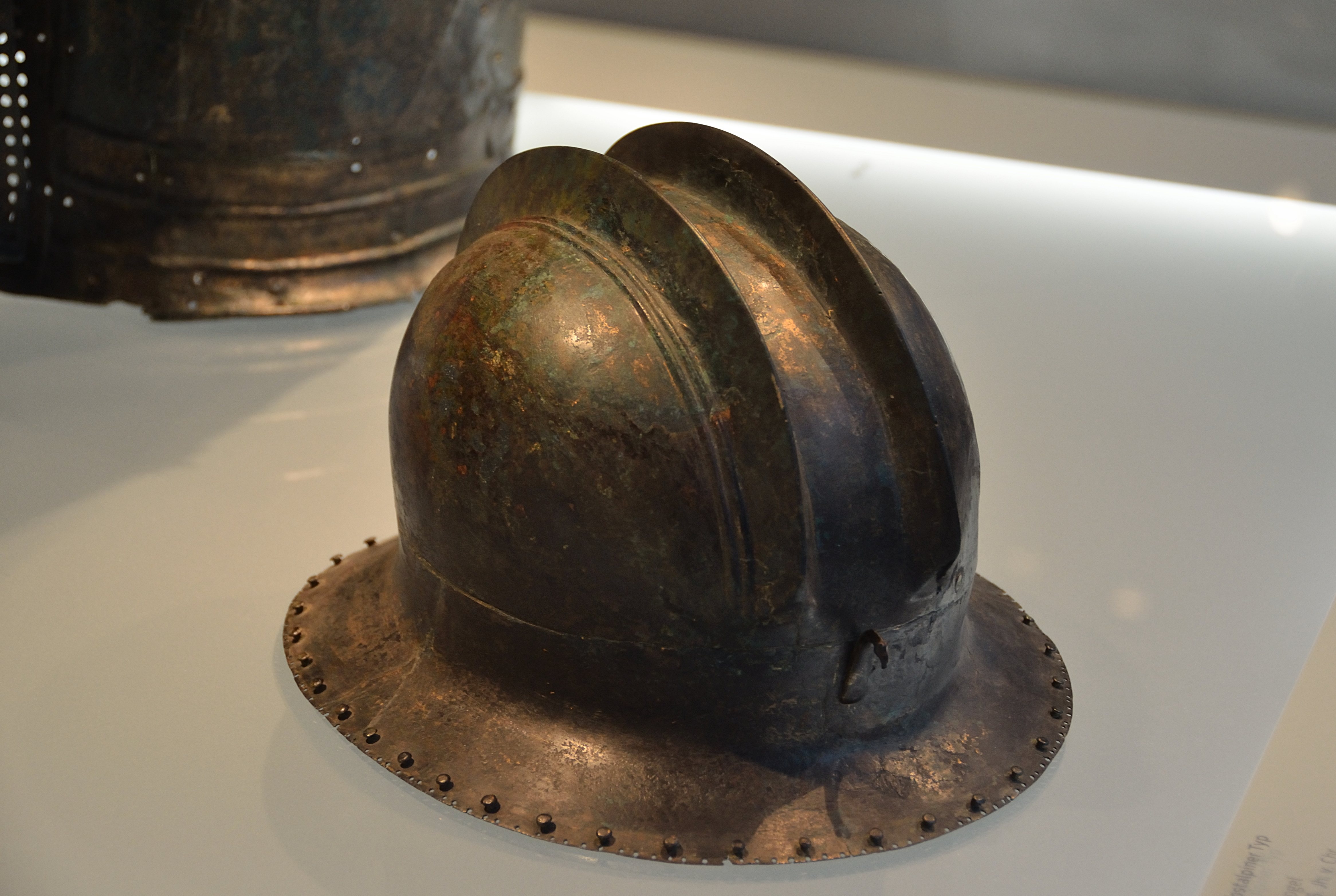
Doppelkammhelm, Hallstattzeit

Großklein ist eine Marktgemeinde mit 2228 Einwohnern (Stand 1. Jänner 2024) im Bezirk Leibnitz, Steiermark, Österreich.

## Geografie
Großklein liegt am Saggaubach, der in rund 300 Meter Seehöhe fließt. Auf beiden Seiten steigt das Tal zu bewaldeten und landwirtschaftlich genutzten Höhen an, im Norden zum Grillkogel (458 m), im Süden zu Hammerkogel (416 m) und zur höchsten Erhebung im Gemeindegebiet, dem Kreuzberg (633 m).

### Gemeindegliederung
Die Gemeinde besteht aus acht Katastralgemeinden (Fläche Stand 31. Dezember 2023):
- Burgstall (122,94 ha)
- Goldes (447,29 ha)
- Großklein (425,69 ha)
- Mantrach (268,61 ha)
- Mattelsberg (192,59 ha)
- Nestelbach (195,81 ha)
- Nestelberg bei Großklein (500,1 ha)
- Oberfahrenbach (618,84 ha)

Ortschaften (Einwohnerzahl Stand 1. Jänner 2024) der Gemeinde sind:
- Burgstall (149 Ew.)
- Goldes (187 Ew.)
- Großklein (644 Ew.)
- Mantrach (359 Ew.)
- Mattelsberg (234 Ew.)
- Nestelbach (170 Ew.)
- Nestelberg (316 Ew.)
- Oberfahrenbach (169 Ew.)

Weitere Ortsteile sind Kleinklein und Wippelsach.

### Nachbargemeinden
| Gleinstätten              | Kitzeck im Sausal                           | Heimschuh |
|                           | Kompassrose, die auf Nachbargemeinden zeigt | Gamlitz   |
| Sankt Johann im Saggautal | Leutschach an der Weinstraße                |           |

## Geschichte

### Ortsname
Im 15. Jahrhundert war Großklein als Michel Klawn, Kleinklein als Wenig Klawn bekannt. Der Ortsname Klein geht auf slowenische Wurzeln zurück und lässt sich auf glina (Lehm) oder kljun (Schnabel, nach der Form einer Flur) zurückführen.
Am 1. September 1968 wurde die Gemeinde Klein in Großklein umbenannt. Bis 1968 hieß die Gemeinde Klein, Großklein war eine der Ortschaften davon. Zur Vermeidung von Verwechslungen wird der Name Großklein seither für die Gemeinde verwendet.

### Bevölkerungsentwicklung
| Großklein: Einwohnerzahlen von 1869 bis 2024        | Großklein: Einwohnerzahlen von 1869 bis 2024 | Großklein: Einwohnerzahlen von 1869 bis 2024 | Großklein: Einwohnerzahlen von 1869 bis 2024 | Großklein: Einwohnerzahlen von 1869 bis 2024 |
| --------------------------------------------------- | -------------------------------------------- | -------------------------------------------- | -------------------------------------------- | -------------------------------------------- |
| Jahr                                                |                                              |                                              |                                              | Einwohner                                    |
| 1869                                                | 1869                                         |                                              | 2.303                                        | 2.303                                        |
| 1880                                                | 1880                                         |                                              | 2.275                                        | 2.275                                        |
| 1890                                                | 1890                                         |                                              | 2.167                                        | 2.167                                        |
| 1900                                                | 1900                                         |                                              | 2.226                                        | 2.226                                        |
| 1910                                                | 1910                                         |                                              | 2.276                                        | 2.276                                        |
| 1923                                                | 1923                                         |                                              | 2.164                                        | 2.164                                        |
| 1934                                                | 1934                                         |                                              | 2.338                                        | 2.338                                        |
| 1939                                                | 1939                                         |                                              | 2.206                                        | 2.206                                        |
| 1951                                                | 1951                                         |                                              | 2.163                                        | 2.163                                        |
| 1961                                                | 1961                                         |                                              | 2.142                                        | 2.142                                        |
| 1971                                                | 1971                                         |                                              | 2.172                                        | 2.172                                        |
| 1981                                                | 1981                                         |                                              | 2.206                                        | 2.206                                        |
| 1991                                                | 1991                                         |                                              | 2.215                                        | 2.215                                        |
| 2001                                                | 2001                                         |                                              | 2.353                                        | 2.353                                        |
| 2011                                                | 2011                                         |                                              | 2.262                                        | 2.262                                        |
| 2021                                                | 2021                                         |                                              | 2.268                                        | 2.268                                        |
| 2024                                                | 2024                                         |                                              | 2.228                                        | 2.228                                        |
| Quelle(n): Statistik Austria, Gebietsstand 1.1.2021 |                                              |                                              |                                              |                                              |

## Kultur und Sehenswürdigkeiten

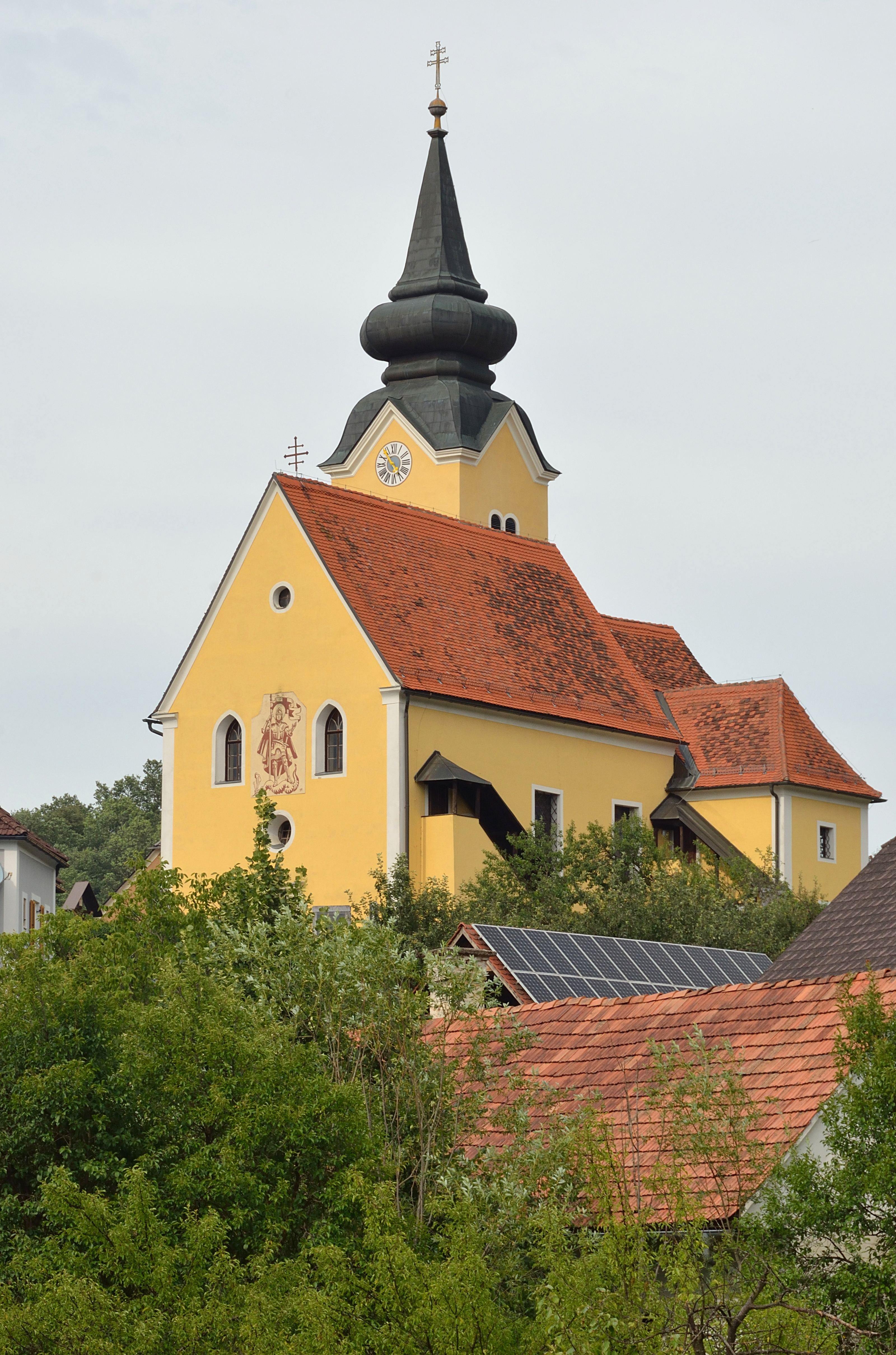
Pfarrkirche Großklein

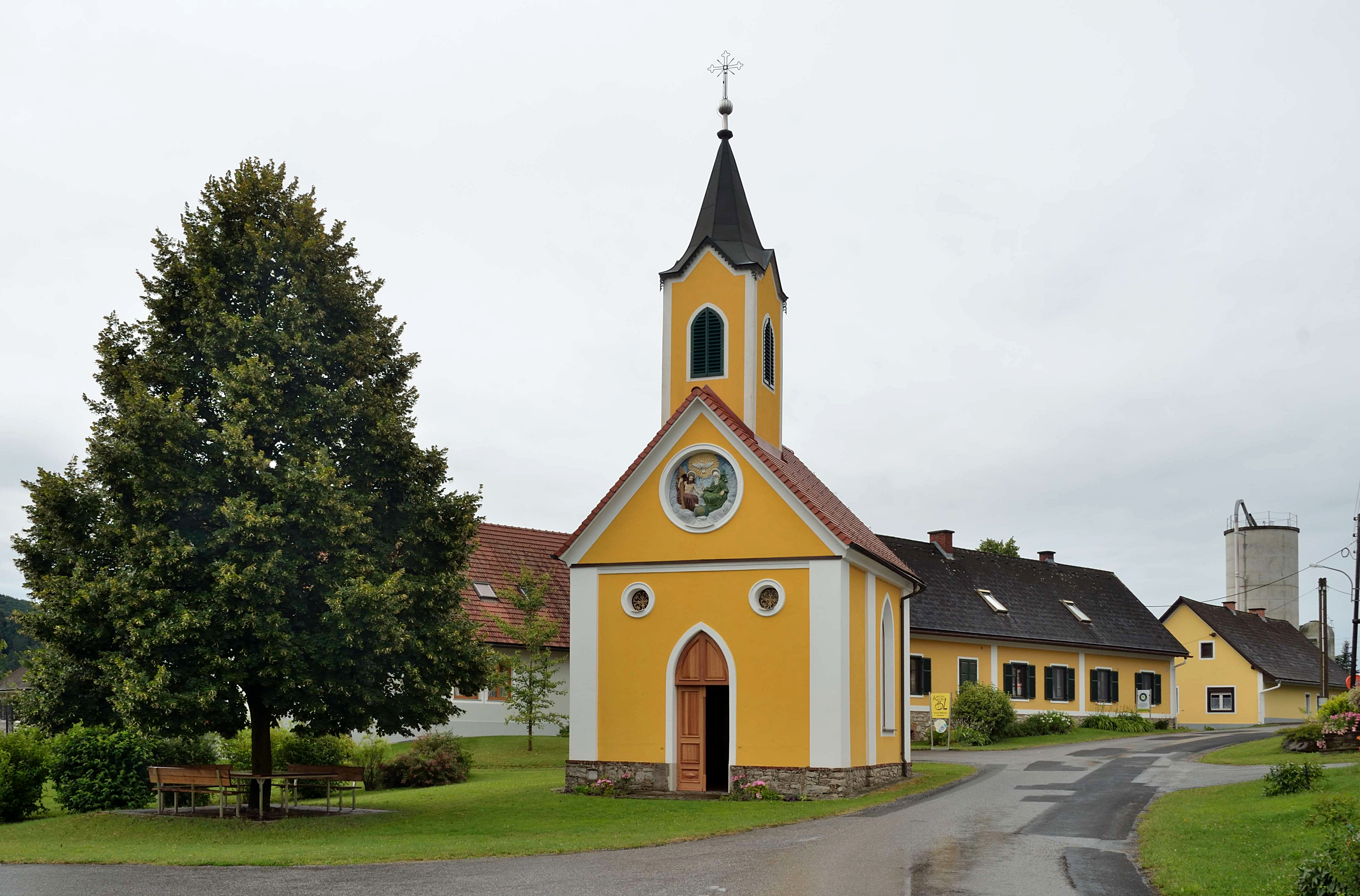
Ortskapelle in Kleinklein

- Katholische Pfarrkirche Großklein hl. Georg
- In Kleinklein wurden bedeutende Grabfunde der Hallstattzeit entdeckt. Bei Spaziergängen in den Wäldern um Goldes stößt man des Öfteren auf kleine bis mittelgroße Hügelkuppen, die unter ihrer Erdschicht verwachsene hallstattzeitliche Gräber (Hügelgrab) beherbergen. Das Hallstattzeitliche Museum Großklein präsentiert Funde und Befunde der Region aus etwa fünfeinhalb Jahrtausenden. Sie umfassen einen Zeitraum von der Jungsteinzeit bis in das späte Mittelalter.
- Der Burgstallkogel wird als eine der wichtigsten Fundstellen der älteren Eisenzeit gesehen. Auf ihm wurde eine Höhensiedlung entdeckt, die mit einem Gräberfeld im Sulmtal (Sulmtalnekropole) verbunden ist. In ihr befinden sich etwa 700 Grabstellen (Grabhügel). Auf einer Flussterrasse beim Ort Kleinklein wurden vier reiche Fürstengräber entdeckt. Sie werden zum östlichen Hallstattkreis gerechnet. Die Ergebnisse einer Grabung sind durch eine interdisziplinäre Forschergruppe untersucht worden.[4]

## Wirtschaft und Infrastruktur

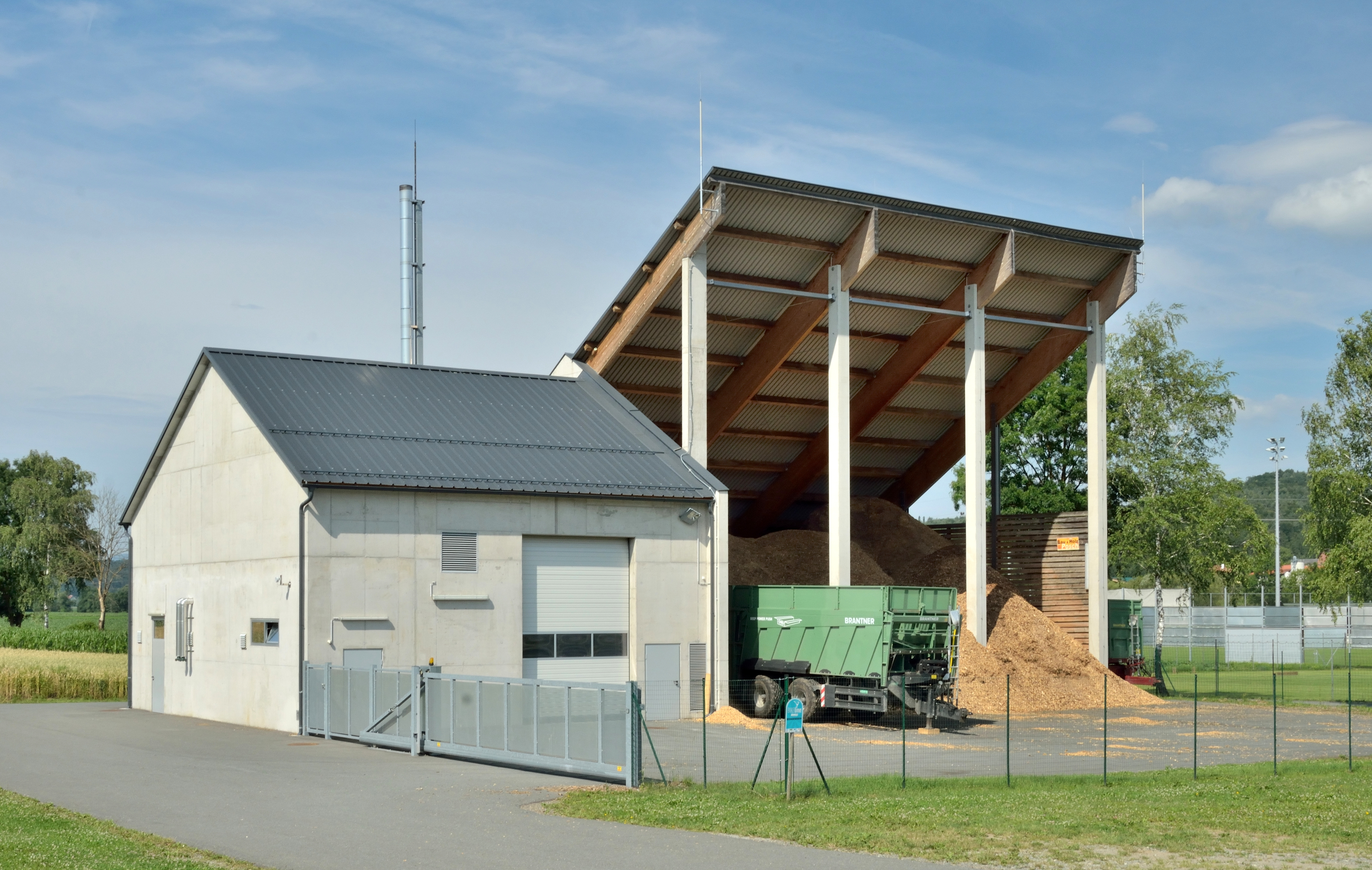
Biomasseheizwerk in Großklein

### Wirtschaftssektoren
Von den 179 landwirtschaftlichen Betrieben des Jahres 2010 waren 50 Haupterwerbsbetriebe. Diese bewirtschafteten mehr als die Hälfte der Flächen. Im Produktionssektor beschäftigte sich rund die Hälfte der Firmen mit der Herstellung von Waren, etwas weniger waren im Baugewerbe tätig. Die größten Arbeitgeber im Dienstleistungssektor waren die sozialen und öffentlichen Dienste und der Handel (Stand 2011).
| Wirtschaftssektor            | Anzahl Betriebe | Anzahl Betriebe | Anzahl Betriebe | Erwerbstätige | Erwerbstätige | Erwerbstätige |
| Wirtschaftssektor            | 2021            | 2011            | 2001            | 2021          | 2011          | 2001          |
| ---------------------------- | --------------- | --------------- | --------------- | ------------- | ------------- | ------------- |
| Land- und Forstwirtschaft 1) | 88              | 179             | 224             | 129           | 105           | 102           |
| Produktion                   | 42              | 027             | 020             | 183           | 122           | 102           |
| Dienstleistung               | 126             | 108             | 065             | 446           | 292           | 232           |

1) Betriebe mit Fläche in den Jahren 2010 und 1999, Arbeitsstätten im Jahr 2021

### Tourismusverband
Die Gemeinde bildet gemeinsam mit Gleinstätten, Heimschuh, Kitzeck im Sausal, St. Andrä-Höch, St. Johann im Saggautal, St. Nikolai im Sausal und Tillmisch den Tourismusverband „Sulmtal Sausal – Südsteirisches Weinland“. Dessen Sitz ist in Kitzeck im Sausal.

### Verkehr
Großklein liegt südlich der Sulmtal Straße. Der nächste Bahnhof befindet sich in Leibnitz. Regelmäßige Busverbindungen bestehen unter anderem nach Leibnitz und Leutschach.

## Politik

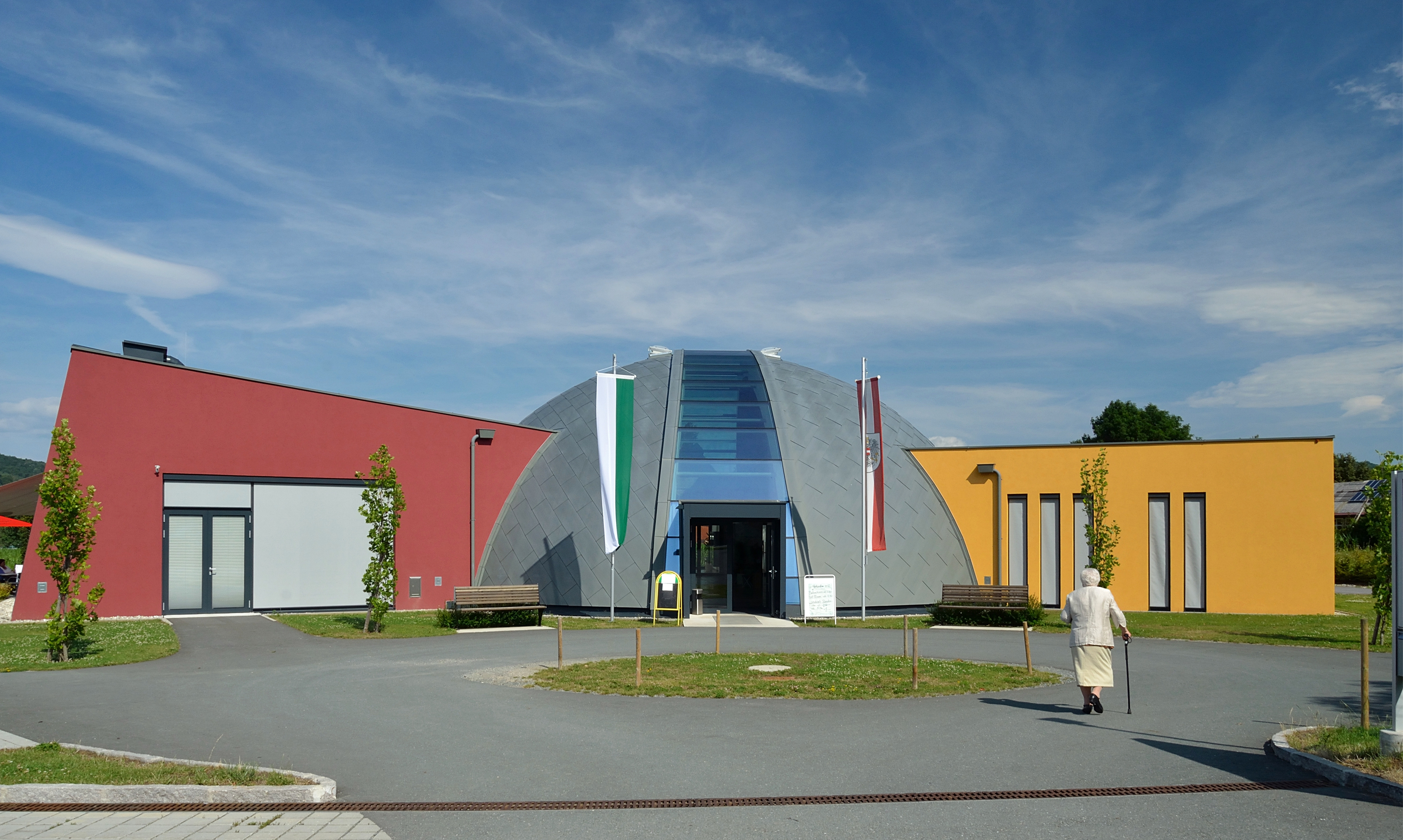
Das 2012 eröffnete Gemeindeamt Großklein wurde Plänen des Architekten Ivo Pelnöcker errichtet

### Gemeinderat
Der Gemeinderat besteht aus 15 Mitgliedern. Nach dem Ergebnis der Gemeinderatswahl 2020 setzt sich dieser wie folgt zusammen:
- 10 Mandate ÖVP
- 03 Mandate Unabhängige Liste Großklein
- 01 Mandat SPÖ
- 01 Mandat Grüne

| Partei                      | 2020   | 2020   | 2020   | 2015             | 2015             | 2015             | 2010             | 2010             | 2010             | 2005             | 2005             | 2005             | 2000             | 2000             | 2000             |
| Partei                      | St.    | %      | M.     | St.              | %                | M.               | St.              | %                | M.               | St.              | %                | M.               | St.              | %                | M.               |
| --------------------------- | ------ | ------ | ------ | ---------------- | ---------------- | ---------------- | ---------------- | ---------------- | ---------------- | ---------------- | ---------------- | ---------------- | ---------------- | ---------------- | ---------------- |
| ÖVP                         | 803    | 59     | 10     | 844              | 56               | 9                | 836              | 59               | 9                | 895              | 63               | 10               | 1067             | 73               | 12               |
| FPÖ                         | 033    | 02     | 0      | 125              | 08               | 1                | 088              | 06               | 1                | 083              | 06               | 0                | 0104             | 07               | 01               |
| Unabhängige Liste Großklein | 239    | 18     | 03     | 279              | 18               | 3                | nicht kandidiert | nicht kandidiert | nicht kandidiert | nicht kandidiert | nicht kandidiert | nicht kandidiert | nicht kandidiert | nicht kandidiert | nicht kandidiert |
| SPÖ                         | 148    | 11     | 01     | 266              | 18               | 2                | 482              | 34               | 5                | 445              | 31               | 05               | 0222             | 15               | 02               |
| Die Grünen                  | 143    | 10     | 01     | nicht kandidiert | nicht kandidiert | nicht kandidiert | nicht kandidiert | nicht kandidiert | nicht kandidiert | nicht kandidiert | nicht kandidiert | nicht kandidiert | 0063             | 04               | 0                |
| Wahlberechtigte             | 1.933  | 1.933  | 1.933  | 1.919            | 1.919            | 1.919            | 1.889            | 1.889            | 1.889            | 1.881            | 1.881            | 1.881            | 1.778            | 1.778            | 1.778            |
| Wahlbeteiligung             | 71,2 % | 71,2 % | 71,2 % | 79,6 %           | 79,6 %           | 79,6 %           | 75,3 %           | 75,3 %           | 75,3 %           | 76,7 %           | 76,7 %           | 76,7 %           | 82,8 %           | 82,8 %           | 82,8 %           |

### Bürgermeister
Bürgermeister von Großklein war bis 12. Oktober 2021 der ehemalige Postbedienstete Johann Hammer (ÖVP). Er trat laut Kronenzeitung kurz vor der Gemeinderatssitzung am Abend des 12. Oktober 2021 zurück. Die Grünen und die Liste ULG beabsichtigten bei dieser Sitzung einen Misstrauensantrag gegen ihn einzubringen, warfen ihm „gravierende Mißachtung von Raumordnungsverfahren“ vor.
Seit Ende November ist der ehemalige Vizebürgermeister Christoph Zirngast (ÖVP) neuer Bürgermeister.

### Wappen
Die Steiermärkische Landesregierung hat der Gemeinde mit Beschluss vom 3. März 1969 das Recht zur Führung eines Gemeindewappens verliehen.
Beschreibung:
„Im silbernen Schild mit einer silbernen antiken Aschenurne belegter schwarzer Hügel, darüber schwebend zwei rote Rosen“
Legende: Die Urne steht für das hallstattzeitliche Gaufürstentum auf dem Burgstallkogel (ein Vorfahre der Landeshauptstadt). Die Rosen stehen für die Trautmannsdorfer, sie besaßen eine Zeit lang Schloss Ottersbach in Mantrach. Sinn des Wappens: Liebe überwindet den Tod.

## Persönlichkeiten

### Ehrenbürger
- 1978: Friedrich Niederl (1920–2012), Landeshauptmann der Steiermark 1971–1980[14]
- 1985: Josef Krainer (1930–2016), Landeshauptmann der Steiermark 1980–1996[15]